# Végegyháza
Végegyháza is een plaats (község) en gemeente in het Hongaarse comitaat Békés. Végegyháza telt 1606 inwoners (2002).